# Solatopupa psarolena
Solatopupa psarolena es una especie de molusco gasterópodo de la familia Chondrinidae en el orden de los Stylommatophora.

## Distribución geográfica
Se encuentra en Francia e Italia.